# Onthophagus savanicola
Onthophagus savanicola är en skalbaggsart som beskrevs av Yves Cambefort 1984. Onthophagus savanicola ingår i släktet Onthophagus och familjen bladhorningar. Inga underarter finns listade i Catalogue of Life.